# Малангу, Эстер
Эстер Малангу (африк. Esther Mahlangu; род. 11 ноября 1935, Мидделбург, Южная Африка, живёт в провинции Мпумаланга) — южноафриканская художница.

## Биография
Эстер Малангу родилась 11 ноября 1935 года в Мидделбург (Южная Африка), она живёт в деревне Велтервреде в провинции Мпумаланга.
По традиции ндебеле, её научили рисовать бабушка и мать в возрасте 10 лет. Будучи подростком, Эстер Малангу достигла мастерства в традиционной настенной живописи, которая выполняется только женщинами ндебеле по особым случаям. Благодаря её работе, она стала хорошо известна, начала получать заказы.
В процессе работы она начала разрабатывать и вводить новшества в традиционный дизайн и техники росписи. Со временем Малангу начала переносить изображения на холст и другие материалы, обращаясь к более широкой аудитории. Она изображает обычные повседневные объекты в абстрактной манере, рисует от руки без предварительных измерений и эскизов.
Помимо собственной страны, Малангу выставлялась в Австралии, Америке, Японии и многих европейских странах. Между 1980 и 1991 годами она проживала на территории музея под открытым небом Ботшабело, где посетители могут познакомиться с культурой ндебеле. Эстер Малангу участвовала в 1989 году в знаменитой выставке «Маги земли» в Центре Помпиду в Париже.
На протяжении творческой карьеры она наносила многокрасочные геометрические узоры ндебеле на все — от автомобилей до самолетов. Одним из таких примеров является 1991 год, когда ей было предложено нанести узор на новую модель BMW 525i.